# Hassan II (imam)
Pour les articles homonymes, voir Hassan II (homonymie).
Hassan II fut un imam nizârite qui régna en Perse et en Syrie entre 1162 et 1166.
Il était le descendant d'Hassan ibn al-Sabbah, surnommé le Vieil homme de la montagne.